# Rudolf Belling
Rudolf Belling, född 26 augusti 1886 i Berlin, död 9 juni 1972 Krailling, var en tysk skulptör.

## Biografi
Rudolf Belling deltog 3 december 1918 i grundandet av den progressiva konstnärsföreningen Novembergruppe i Berlin. Genom detta namn ville gruppen tydligt anknyta till den tyska novemberrevolutionen samma år.

### Statlig konfiskering och offentlig skändning av verk
I Svensk uppslagsbok (1939) kunde man läsa att Belling var verksam i Berlin, och att man där på museer och andra ställen kunde se hans starkt stiliserade, på kurvornas rytmik anlagda figurer, liksom konstindustriella föremål. Men vid den tiden visades ingenting av Rudolf Belling offentligt.
I juli 1937 beslagtogs verk av Belling på tyska museer, varav fyra skulpturer. Hösten 1937 visades skulpturen Dreiklang (1924) på den avsiktligt nedsättande nazistiska utställningen "entartete" Kunst i München, tillsammans med ett exemplar av Kopf in Messing (Toni Freeden) (1925). Året efter visades den decimeterhöga Fabeltier (1923) på vandringsutställningen i Hamburg.
Samtidigt som skulptören tvingades medverka vid den Entartete Kunst-utställningen i München, representerades han med en traditionell bronsskulptur av den tyske världsmästaren i boxning Max Schmeling på Große Deutsche Kunstausstellung i samma stad, efter en inbjudan av jurymedlemmarna Arno Breker och Adolf Ziegler.

### Exil och proveniens
Av någon anledning lämnade Rudolf Belling sin plats i den dåvarande Preußische Akademie der Künste samma år och utvandrade till Istanbul, där han stannade i närmare 30 år, fram till 1966 då han återvände till Tyskland. På omvägar kunde skulpturerna Dreiklang och Kopf in Messing återbördas till Nationalgalleriet i Berlin några år efter kriget. Ett andra exemplar av Kopf in Messing hade lagrats för eventuell försäljning, men finns sedan 1947 på Historisches Museum i Rostock. Vad som hände med Fabeltier efter 1941 beskrivs som "okänt".

## Galleri

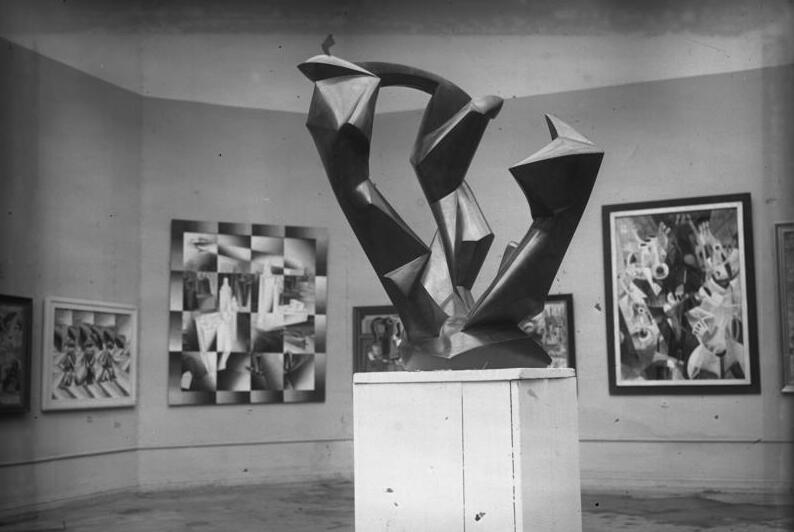
Dreiklang / Treklang (1924), betsat björkträ på mahogny, 91x85, beslagtagen på Kronprinzenpalais, Berlin. Foto från en samlingsutställning i Berlin 1929.
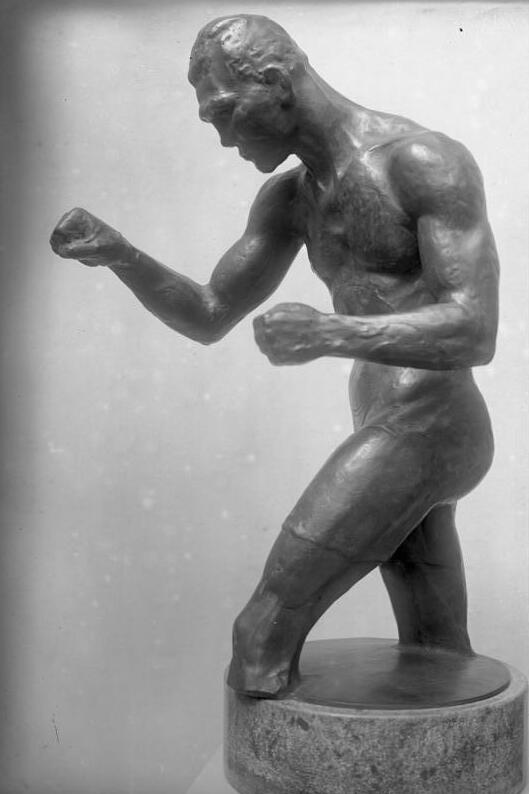
Der Boxer Max Schmeling (1929), brons, 54cm, den tyske världsmästaren i tungvikt Max Schmeling.